# Grindvakten 1

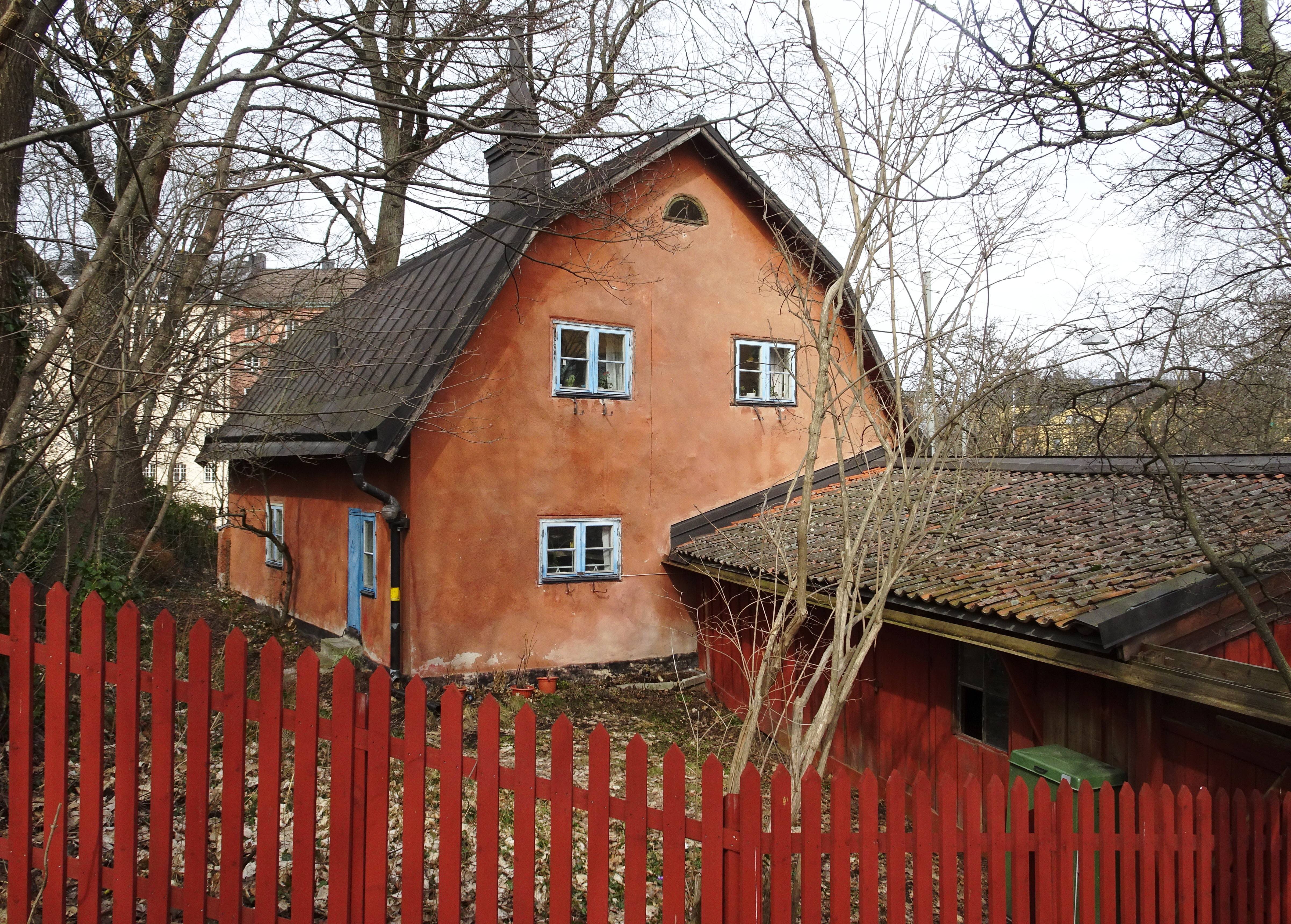
Grindvakten 2018.

Grindvakten 1 är en fastighet vid Varvsgatan 10 på Södermalm i Stockholm. Fastigheten, som härrör från 1790-talet är blåmärkt av Stadsmuseet i Stockholm vilket innebär att den har "synnerligen höga kulturhistoriska värden". Huset ägs och förvaltas av kommunägda AB Stadsholmen.

## Historik

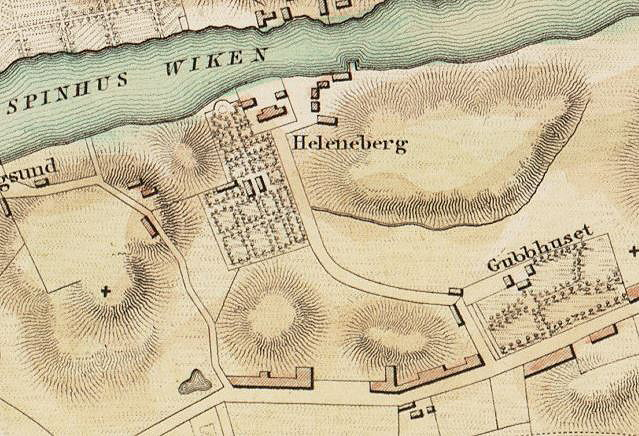
Infarten till Heleneborg, 1836.

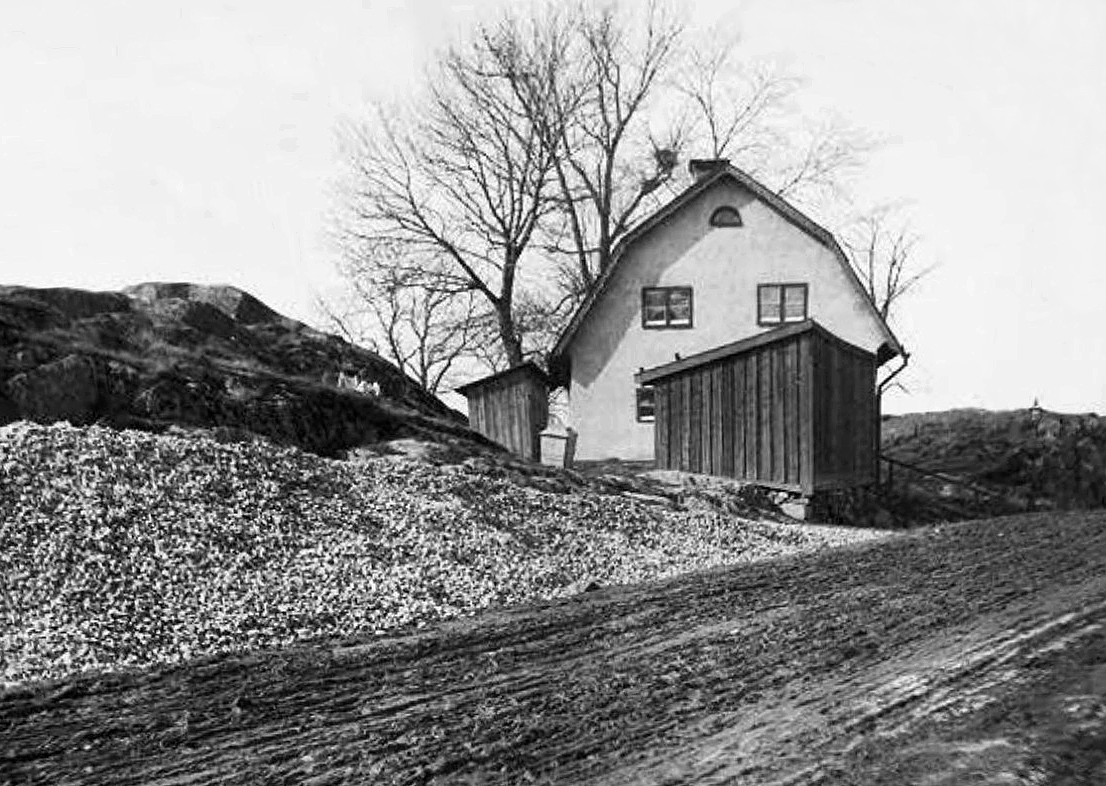
Grindvakten 1910.

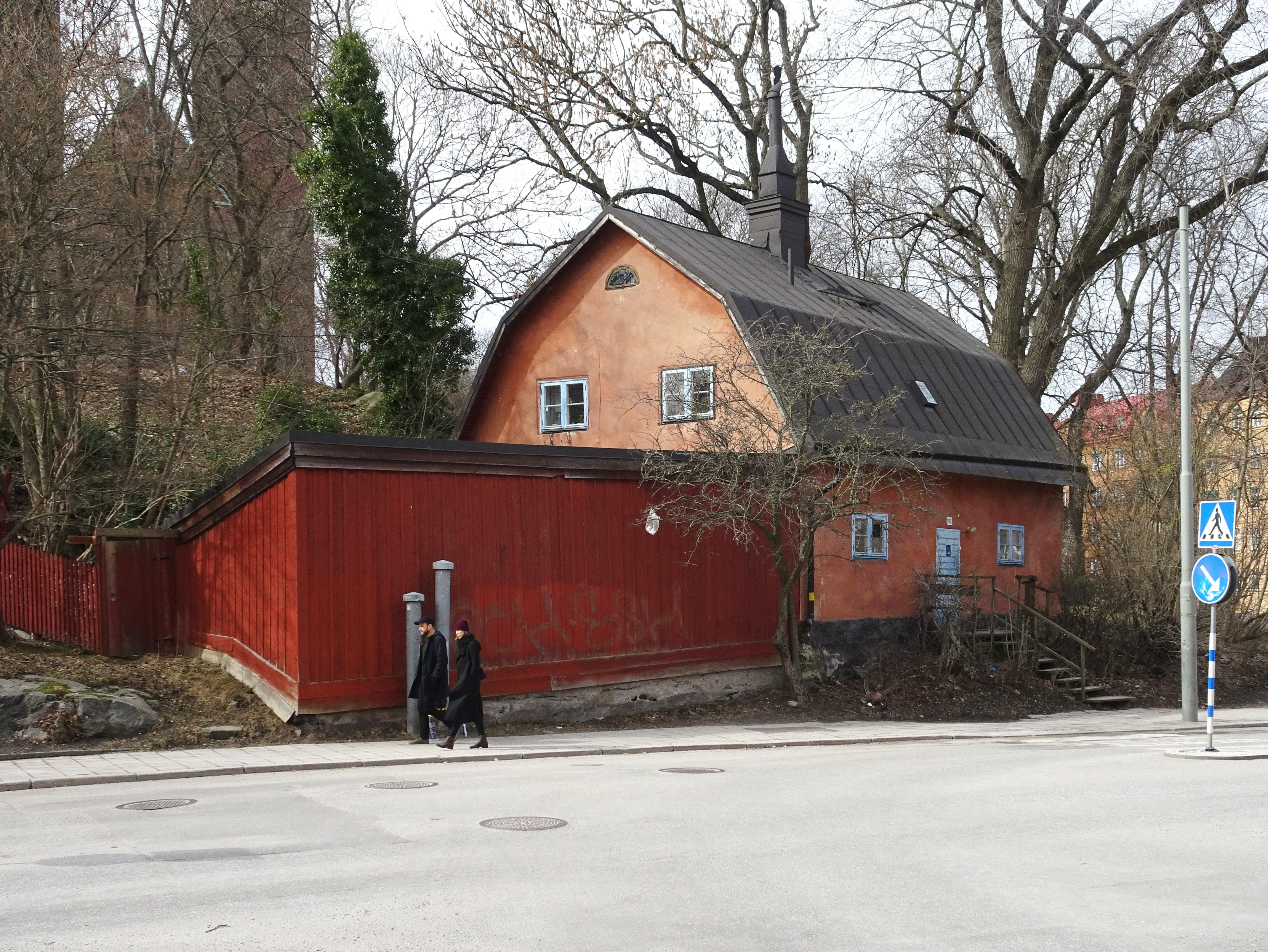
Grindvakten 2018.

Kvartersnamnet ”Grindvakten” bildades 1983 och återspeglar byggnadens ursprungliga uppgift, nämligen att vara grindstuga och tjänstebostad för portvakten vid närbelägna malmgården Heleneborg. Tillsammans med huvudbyggnaden, är fastigheten Grindvakten de enda kvarvarande byggnaderna efter den en gång i tiden omfattande egendomen.
Grindvakten uppfördes någon gång mellan 1785 och 1794 på initiativ av Heleneborgs dåvarande ägare Johan Axel Een och ersatte då en äldre portvaktsstuga som stod vid Pipersbruksgränd. Den nya grindstugan blev ett stenhus i 1½ våningar under ett brutet sadeltak. Volymer, takfall och materialval är typiska för 1700-talets enklare stenhus. 
Grindstugan placerades nedanför Högalidsbergets östra sluttning och intill den numera försvunna vägen som utgjorde Heleneborgs infart, den kom från söder och anslöt till Hornstullsgatan. 
År 1795 lät Een brandförsäkra byggnaden som då beskrevs som en våning och vind under ett tegeltak. I bottenvåningen fanns förstuga, två rum med kakelugnar och två kök. Förmodligen bodde två familjer i byggnaden. I samband med 1871 års brandförsäkring framkom att även vinden var inredd. Under en tid inhyste grindstugan fyra familjer som disponerade ett rum och kök vardera. Till stenhuset hörde ett uthus med fyra bodar och fyra avträden. 1883 förvärvades byggnaden av Stockholms stad.
På 1950-talet bodde en keramiker i huset som även hade sin verkstad här. 1956 upprustades bostaden efter ritningar av Stockholms stads fastighetskontor. Vatten och avlopp drogs in, vattentoalett installerades och köket moderniserades. Idag finns i Grindvakten en lägenhet om 99 m² fördelade på fem rum och kök. Till huset hör en rödmålad förrådsbyggnad.